# Villa Minna
Die Villa Minna liegt in der Heinrichstraße 7 im Stadtteil Niederlößnitz der sächsischen Stadt Radebeul.

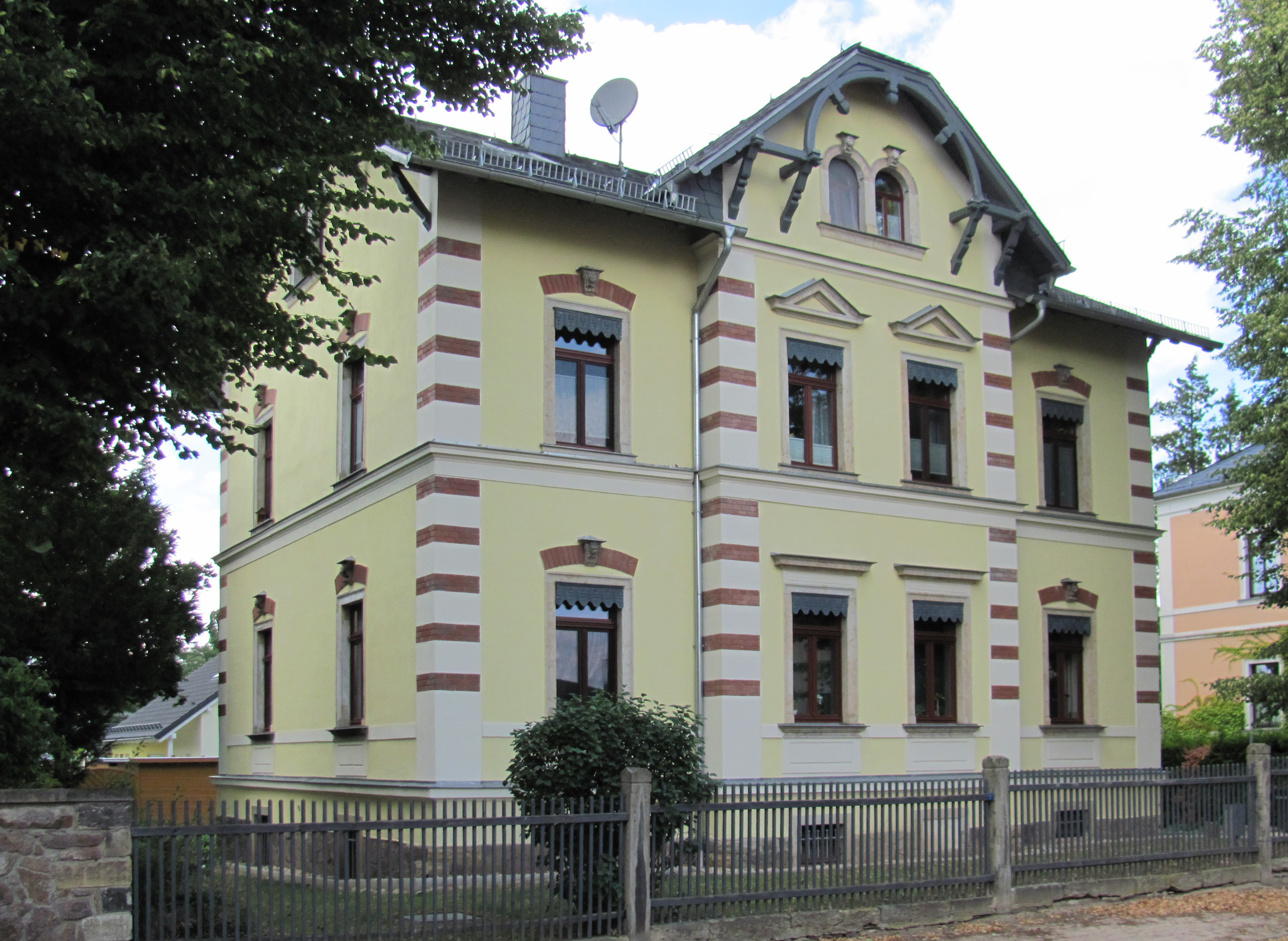
Villa Minna; rechts steht die Nr. 9

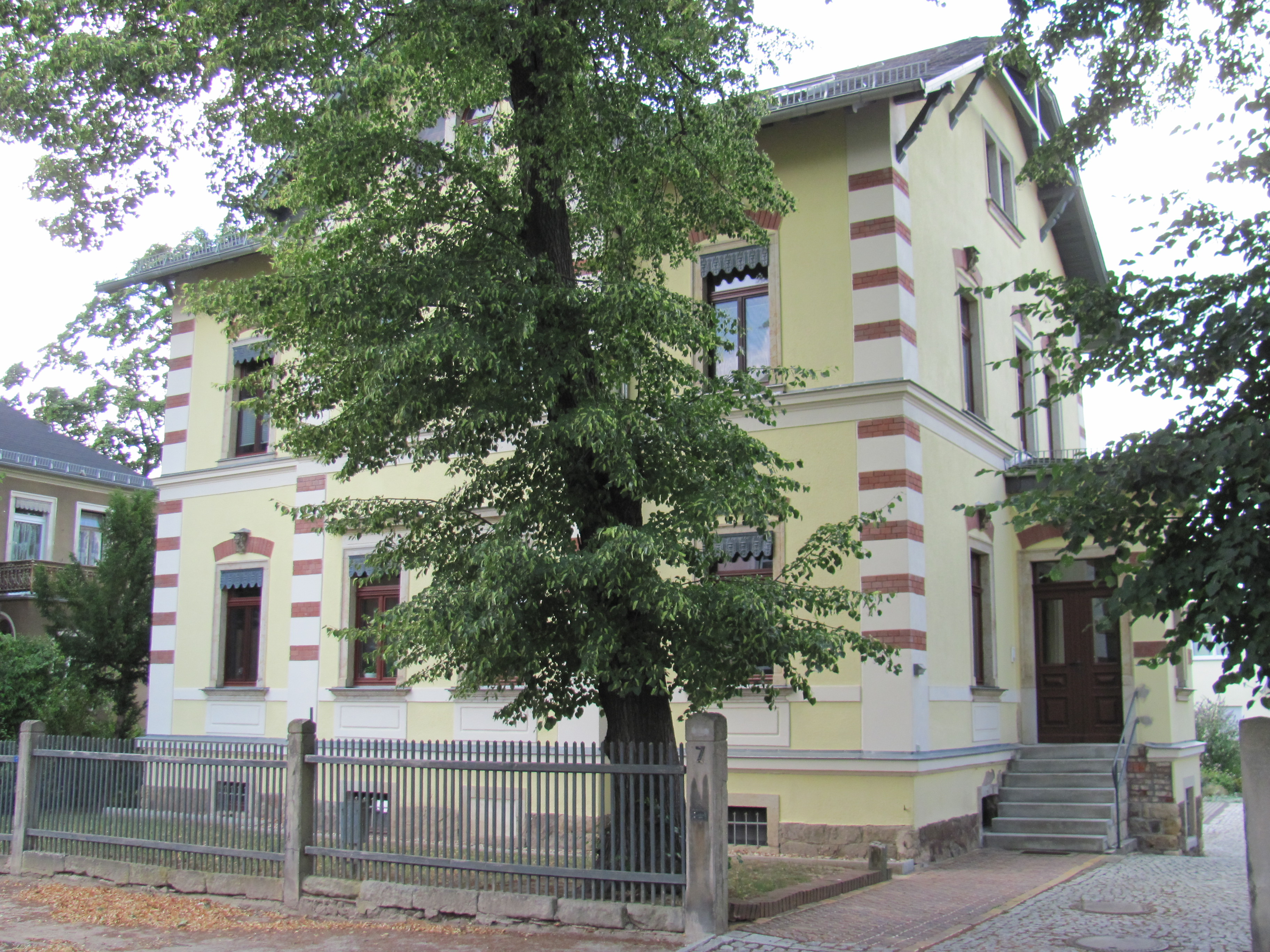
Villa Minna

## Beschreibung
Die mit ihrer Einfriedung unter Denkmalschutz stehende Mietvilla ist ein zweigeschossiges Wohngebäude mit einem zurückhaltend ausgebauten Dachgeschoss unter einem überkragenden, schiefergedeckten Krüppelwalmdach. Es steht traufständig zur Straße ausgerichtet auf einem aus der Erde ragenden Sockel aus Naturbruchsteinen.
In der vierachsigen Straßenansicht steht mittig ein dreigeschossiger und zweiachsiger Risalit mit einem Gesprengegiebel ebenfalls unter einem Krüppelwalm. Entgegen den sonstigen Rechteckfenstern sind die beiden Fensterachsen im Giebel zu einem gekoppelten Zwillingsfenster zusammengefasst.
In der rechten Seitenansicht steht der Eingangsvorbau, über den der Eingang oberhalb einer Freitreppe in das als Hochparterre ausgebildete Erdgeschoss erreicht wird.
Der verputzte Bau wird durch Putz-Gesimse und Ziegelstein-Eckquaderungen gegliedert. Die Rechteckfenster werden durch Sandsteinelemente eingefasst, die im Allgemeinen durch Überfangbögen aus Backsteinmauerung mit Schlusssteinen bekrönt werden, im Falle des mittigen Risalits jedoch durch horizontale bzw. im Obergeschoss durch Dreiecksverdachungen aus Sandstein. In den Fenstern finden sich Metall-Schabracken als Verblendungen für die Außen-Jalousien.

## Geschichte
Ähnlich wie die auf dem Nachbargrundstück liegende Mietvilla wurde die Villa Minni von dem Architekten Adolf Neumann für den Bauunternehmer Heinrich Völkel entworfen und errichtet. In diesem Falle kurz vorher: der Bauantrag stammte vom September 1895, die Baugenehmigung erging zwei Monate später. Im Oktober 1896 wurde die Baurevision durchgeführt.
Der Eingangsvorbau wurde 1908 erhöht.